# Касіма Ецу

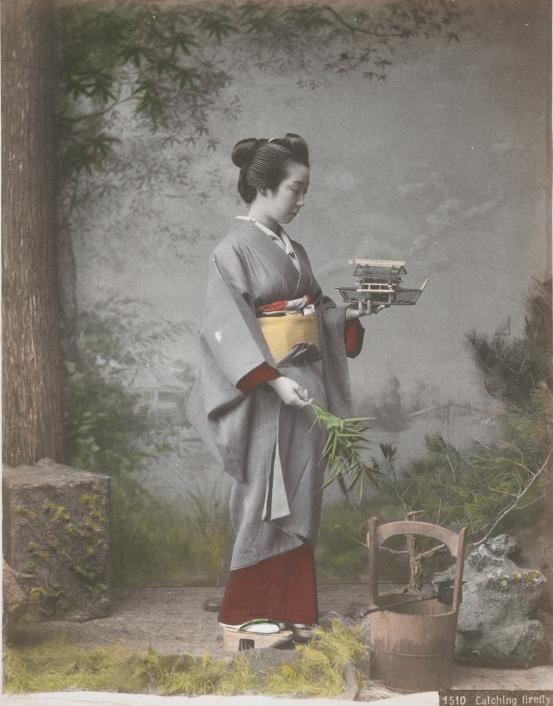
«Понта». Світлина роботи Сейбея Касіми

Касіма Ецу  (яп. 鹿嶋恵津, 20 листопада 1880, Сінаґава, Токіо — 22 квітня 1925)  — знаменита гейша з токійського кварталу Сімбасі. Мала псевдонім «Понта» (яп. ぽん太). Завдяки своїй вроді часто з'являлась у рекламі пива мережі магазинів Meidi-Ya і на листівках. Касіма стала другою дружиною відомого фотографа Сейбея Кадзіми, який був сином заможного торговця, й багаторазово йому позувала. Подружжя Ецу і Сейбея стало прототипами для книги Мори Огая «Сто оповідей» (яп. 百物語).

## Біографія

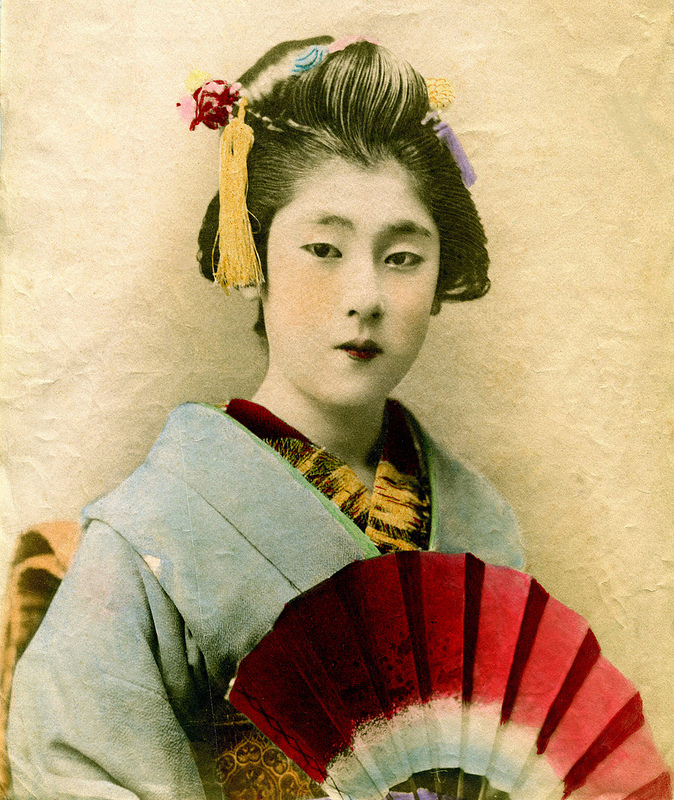
Хангьоку Понта в Сімбасі

Понта народилася 1880 року в токійському районі Сінаґава й отримала ім'я Таніда Ецу(ко) (яп. 谷田恵津（子）). Слідом за старшою сестрою вирушила в окію Тама-но-іе (яп. 半玉), де стала хангьоку під професійним псевдонімом «Понта». Кар'єра Понти була дуже успішною, вона стала зіркою Сімбасі. Мала безліч шанувальників, серед яких - поет Мокіті Сайто, який захоплено описував елегантність танцю Понти у своїх віршах і присвятив їй есе «Район Місудзу-маті» (яп. 三 筋 町 界 隈, Місудзу-маті кайвай).
Передбачали, що вона стане спадкоємицею господині окії, проте один з її постійних клієнтів, Сейбей Касіма, викупив її з гейш у 1897 році, коли їй було 17 років, і одружився з нею. Ецу була постійною героїнею його фотознімків.
Сейбей закрив своє токійське фотоательє й вирушив разом з Ецу до Осаки, де впродовж певного часу родина жила на гроші від продажу фотографій, але справи не йшли добре. Повернувшись до Токіо, Сейбей знову відкрив фотоательє. При необережному поводженні з порохом фотографові відірвало палець. Тому він більше не міг продовжувати фотографувати і відтоді заробляв як майстер гри на флейті, а Ецу працювала інструкторкою наґаути і японського танцю, за що їй дали прізвисько «вірна дружина Понта» (яп. 貞女ぽん太, тейдзьо понта). Завдяки майстерності Ецу родина заробляла 500 ієн на місяць (середня зарплата конторського працівника тих часів становила 150 ієн).
Ецу народила від Сейбея 12 дітей, двоє з яких померли немовлятами. Один із синів Ецу став актором но. Її старша донька, Куні Іїдзука, яку вдочерив режисер Сьойо Цубоуті, стала спеціалісткою з англійської літератури й танцівницею.
1924 року Сейбей помер природною смертю. Рік по тому Ецу померла від пухлини печінки, коли їй було 44 роки. Ецу похована на цвинтарі Тама. Сайто Мокіті регулярно відвідував її могилу.